# Клайн, Мишель
	Мишель Линн-Клайн (англ. Michelle Lynn-Kline; род. 8 ноября 1968 года в гор.  Голден-Валли, штат Миннесота) — американская конькобежка специализирующаяся в конькобежном спорте и шорт-треке. Участвовала на Олимпийских играх 1992,  1994 годах, бронзовая призёр чемпионата мира по шорт-треку в 1983 году.

## Спортивная карьера
Мишель Клайн проживала в родном городе Серкл-Пайнс, когда начала кататься на коньках. Она участвовала параллельно как в лонг-треке, так и в шорт-треке. В 1981 году впервые выиграла национальный чемпионат среди девочек 12-13 лет в многоборье, а в 1983 победила среди юниоров как на длинных дистанциях, так и в шорт-треке. В том же году участвовала на чемпионате мира по шорт-треку в Токио и завоевала бронзовую медаль в составе эстафеты. В 1987 году закончила среднюю школу.
Мишель участвовала на этапе Кубка мира в 1986-94 годах, с лучшим результатом 5-е место на дистанции 3000 м в 1991 году в Бьютте. В 1989 году она впервые приняла участие на чемпионате мира по конькобежному спорту по многоборью в Лейк-Плэсиде, где заняла 21 место в общем зачёте. В следующем году поднялась на 20-е место на чемпионате мира по  многоборью в Калгари.
В 1991 году смогла занять 18-е место в многоборье на чемпионате мира в Хамаре. 19 июня Клайн вместе с тремя другими конькобежцами ехала из Чикаго в Милуоки на джипе "Чероки", которым управлял Натаниэль Миллс и попала в аварию.  Она была доставлена в бессознательном состоянии в больницу Парк-Риджа, где ей сделали операцию по поводу разрыва селезенки и почки, пробитого легкого, сломанных ребер с обеих сторон и разорванных мышц шеи и плеча.
Мишель оставалась в больнице в течение 12 дней, прежде чем вернуться домой и течение шести недель она не могла встать с постели без посторонней помощи. Только в середине августа смогла бегать трусцой и кататься на велосипеде. Шесть месяцев спустя в декабре выиграла место в олимпийской сборной США на соревнованиях в Висконсине. 
В феврале 1992 года на Олимпийских играх в Альбервилле она участвовала в конькобежном спорте, где в беге на 500 м и заняла 26-е место, на 1000 м была дисквалифицирована, в беге на 3000 м стала 25-й, а на 5000 м - 24-й. В марте на чемпионате мира в Херенвене вновь заняла 20-е место в личном многоборье.
В январе 1994 года на чемпионате мира по спринтерскому многоборью в Калгари стала 21-й в личном зачёте, а в феврале на Олимпийских играх в Лиллехаммере заняла 24-е место в беге на 1000 м и 20-е в беге на 1500 м. В то же году она объявила о завершении карьеры.
Клайн живет недалеко от городов-побратимов и руководила компанией "Wildside Caterers", которая предоставляет кейтеринговые услуги команде НХЛ "Minnesota Wild", а также являлась операционным директором MHC Culinary Group в Saint Paul RiverCentre.

## Награды
- 23 сентября 2016 года - введена в Зал славы школьного округа Centennial[2]